# Epeolus pygmaeorum
Epeolus pygmaeorum är en biart som beskrevs av Cockerell 1932. Epeolus pygmaeorum ingår i släktet filtbin, och familjen långtungebin. Inga underarter finns listade i Catalogue of Life.